# 역대기
역대기(歷代記, 히브리어: דברי הימים, 그리스어: Παραλειπομένων, 영어: Books of Chronicles)는 히브리어 성경(유대교 성경과 기독교의 구약성경)의 일부로, 마소라 원본에서 역대기는 케투빔의 첫 번째 또는 마지막 책(또한 후반 배열에서 만들어진 유대어 성경의 마지막 책)으로 나타난다. 역대기는 사무엘기와 열왕기에 나타난 다윗 이야기와 비슷했다. 이런 까닭에 역대기는 70인역 성경에서는 사무엘 상권과 하권, 열왕기 상권과 하권을 보충하는 "부록(Supplements)"이라고 불리기도 했다. 역대기는 두 부분으로 나뉘는데(역대기 상권과 하권), 역대기의 상하권 분할과 구약성경의 기독교 정경으로서의 지위는 70인역 성경에 따른다. 한 "연대기 편자"(Chronicler)라고도 불리는 역대기 저자는 아마도 에즈라기부터 느헤미야까지도 기록하였으리라 추측했다. 역대기 저자의 업적은 바빌론 유수 이후의 이스라엘에 대한 중요한 정보원이다.

## 이름
구약성경에서 한권으로 구성된 역대기의 이름은 본래 ‘디브레 하야밈’(the words of the days)이다. 이후 70인역에서는 ‘파랄레이포메논’(생략된 것들)이라는 이름을 붙였다. 70인역에서 이런 이름을 붙인 것은 역대기 상·하가 사무엘 상·하와 열왕기상하에서 생략된 왕들에 관한 내용을 보충하기 위하여 기록했다는 뜻이다. 한편 불가타역에서는 'chronicon toitus historioe divinoe"(chronicle of the whole of sacred history), 즉 '거룩한 역사의 역대기 전(全) 서'라 불렀는데, 영어 번역 성경이나 한글 성경은 모두 불가타를 따라 '역대기'라 부르고 있다. 역대기가 역대기 상하로 분리된 것도 70인역에서 시작되었고, 구약성경에서는 1516-1517년에 다니엘 봄베르크(Daniel Bomberg)가 히브리어 성경을 출판 할 때에 분류한 것이 그 시초이다. 그리고 역대기는 본래 히브리어 성경에서 가장 뒷부분에 배치되어 있다. 예수가 모든 순교자를 가리켜 루가의 복음서 11:51에서 "곧 아벨의 피(창세기 4장)로부터 제단과 성전 사이에서 죽임을 당한 즈가리야의 피(역대기 하 24장)까지" 라고 한 것에서 알 수 있다.

## 기록 연대
먼저 대상 1:1-9:44까지는 아담부터 야곱의 자손들까지의 족보를 소개하고 있다. 그리고 역대기 상 10장 이후에는 B.C. 1010-970년에 발생한 사건들을 기록하고 있으며, 역대하는 В.С. 970-538년에 발생한 사건들을 기록하고 있다. 그러나 본서 자체는 언제, 누가 기록했는가에 대하여 완전히 침묵하고 있다. 단지 본서의 마지막 부분이 B. C. 538년에 발표된 고레스(키루스 2세)의 조서에 의하여 유대인들이 바빌론의 포로 생활에서 예루살렘으로 귀환할 수 있는 허락된 역사적 상황을 기록하고 있음을 볼 수 있다. 그리고 역대상에 기록된 족보에는 B.C. 538년에 유대인들을 이끌고 예루살렘으로 귀환한 여호야긴(여고니아) 왕의 손자인 스룹바벨과 스룹바벨의 두 손자 인 블라댜와 여사이야까지 기록되어 있다. 따라서 역대기의 연대는 대략 B.C. 500년까지로 추정된다.
그런데 역대상 3:21-24에는 바벨론에 사로잡혀 갔던 여고니야(여호야긴)왕과 어떤 관계에 있는지 알 수 없는 네 사람 르바이야, 아르난, 오바다여, 스가니야의 족보가 언급되고 특별히 스가니야 족보는 4대 후손의 이름까지 상세히 기록되어 있다. 그렇지만 만약 스가니야를 B.C. 616년에 태어난 여고니야왕과 동시대의 인물로 간주한다면 한세대를 30년으로 계산하여 그의 4대 후손은 대략 В.С. 500년경의 사람들로 추정하여 적어도 B.C.500년 이후에 편집된 것으로 보기도 한다.

## 기록자
유대인의 전승은 에즈라기뿐만 아니라 역대기의 기록자도 에즈라라고 전한다. 특히 올브라이트(W.F.Albright)는 빈번한 족보의 언급, 모세의 율법에 근거한 의식(儀式)과 제도를 강조한 점 등을 근거로 하여 역대기와 에즈라서가 동일한 문체와 내용으로 구성되어 있다고 주장한다.

## 서론
역대기의 서사는 아담, 셋, 에노스로 시작하여, 이후 이야기 전개는 거의 전적으로 족보 목록을 통해 이스라엘 왕국의 건국에 이르기까지 이어진다. 이 "서론" 부분은 역대상 1장부터 9장까지에서 다루어진다. 역대상의 나머지 대부분은 10장에서 사울에 대한 간략한 언급 이후 다윗의 통치에 집중한다. 이후의 긴 부분은 다윗의 아들 솔로몬에 대해 다루고, 마지막 부분은 유다 왕국에 초점을 맞추나 때때로 북이스라엘 왕국을 언급한다(역대하 10장~36장). 마지막 장에서는 유다의 마지막 네 왕의 통치를 간략하게 다루고, 유다가 멸망하여 바빌론 유수로 끝맺는다. 마지막 두 구절에서는 에즈라기의 서문과 동일하게, 페르시아의 키루스 대왕이 신바빌로니아 제국을 정복하고, 예루살렘 성전의 재건과 유배된 사람들의 귀환을 허락하는 장면이 나온다.

## 구조

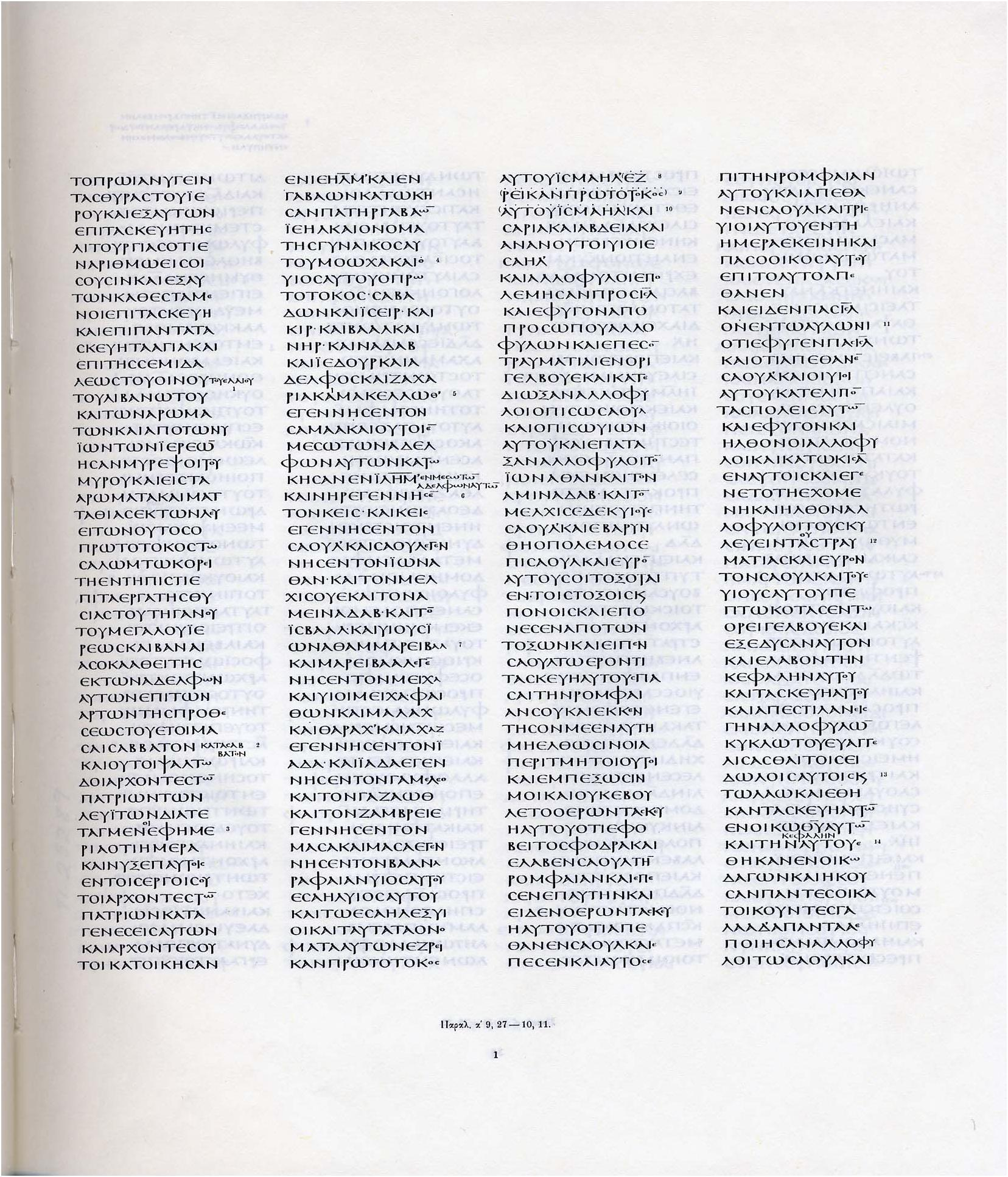
1862년의 파코시밀리본에서 그리스어 번역본: 파라리포메논 9:27-10:11, 코덱스 시나이티쿠스

원래 하나의 작품이었던 역대기는 기원전 3세기와 2세기에 제작된 그리스어 번역본인 칠십인역에서 두 권으로 나뉘었다. 역대기의 구조는 크게 다음의 세 부분으로 나눈다.
1. 역대상 1장~9장에 있는 족보
2. 다윗과 솔로몬의 통치 기간 (역대상의 나머지 부분과 역대하의 1장~9장)
3. 분열 왕국의 이야기로, 주로 유다 왕국에 초점을 맞춘 나머지 역대하의 내용

여기서 저자는 다윗과 솔로몬 사이의 유사점을 강조하는 등 다양한 문학적 장치를 사용한다. 예를 들어, 다윗은 왕이 되어 예루살렘에서 이스라엘의 하나님을 경배하고 성전을 건축할 수 있는 전쟁을 벌이며, 솔로몬은 왕이 되어 성전을 건축하고 봉헌하며 번영과 평화의 혜택을 누린다.
역대상은 29장으로, 역대하는 36장으로 나뉘어 있다. 성서 주석가 C.J. 볼은 칠십인역 번역가들이 두 권으로 나눈 것이다윗의 통치가 끝나고 솔로몬의 통치가 시작되는 부분이어서 "가장 적절한 지점"이라고 보았다.

## 원전
본서의 기록자로 여겨지는 학사 에즈라(에즈라 7:6)는 모세의 율법에 능한 사람으로, 방대한 자료들을 분석, 인용한다. 본서의 기록은 부분적으로 창세기, 사무엘 상·하, 열왕기 상·하의 내용과 비슷하다. 특히 이스라엘의 족보, 다윗의 통치, 솔로몬의 통치 등을 기록할 때에는 비슷한 면을 많이 보여준다. 그러나 어떤 경우에는 자료의 순서와 배열 설명의 상세함 등이 매우 독특하다. 이와같은 특징들은 많은 자료들을 인용하면서 아담 왕이 조서를 내리기까지의 역사를 새롭게 기록함과 동시에 예루살렘 성전과 이스라엘의 예배 의식을 강조하려는 기록자의 의도에서 생겨난 것으로 볼 수 있다. 예루살렘 성전과 이스라엘의 예배의식을 강조하려는 기록자의 의도에서 생겨난 것으로 볼 수 있다.

## 기록 목적
모세의 율법을 확립하기 위한 열정을 지닌 에즈라(에즈라 7:10)는 B, C.458년에 바빌론에서 팔레스티나에 있던 유대인 공동체로 돌아왔다. 그는 성전의 제사를 회복하고(에즈라 7:19-23, 27, 8:33, 34), 몇몇 유대인들이 이방인들과 결혼을 하던 잡혼을 금지시킨다(에즈라 9-10장), 그리고 나서 페르시아 왕에게 대권을 위임받은 에즈라(에즈라 7:18, 25)는 예루살렘의 성벽 재건 공사를 시작했던 것 같다(에즈라 4:8-16). 그러나 B. C. 445년에 느헤미야가 돌아와서 동참한 후에야 비로소 성벽이 실제로 재건되고(에즈라 4: 17-23, 느헤미야 6:15, 16), 모세의 율법이 완전히 확립된다(느헤미야 8장). 따라서 역대기의 기록 목적은 이와같은 신정 정치(The Theocracy)를 재건하도록 촉구하는 데 있다. 아울러 선지자들이 도덕 적인 윤리를 강조하는 사무엘 상·하와 열왕기 상·하가 히브리어 성경에서 두 번째 그룹인 '선지서 부분에 포함된 것과는 대조적으로, 제사장 제도를 강조하는 본서가 히브리어 성경에서 세 번째 그룹인 정문서 부분에 포함된 것은 당연하다고 본다. 마지막으로 본서는 포로 생활에서 돌아온 후에 어려운 시련을 겪으면서 낙담한 이스라엘 백성들을 격려할 목적으로 과거에 야훼 하느님께서 남유다 왕국에 제공하신 위대한 승리를 회고하고 있다(역대기 하 13, 14, 20, 25장), 그러나 본서는 유다 왕국의 역사 가운데 밝은 면을 강조하면서도 어두운 부분, 즉 실패와 타락을 숨기지 않고 있음을 유의해야 한다. 특별히 본서는 솔로몬의 두 번째 기름부음(역대기 상 29:22)과 다윗의 처음 길"(역대기 하 17: 3)을 강조한다. 그리고 우상숭배에 반대하고 하느님의 언약에 충성한 아사, 여호사밧, 히즈키야, 요시야의 행적을 찬양하면서, 야훼 하느님의 말씀에 충성한 자들에게 주신 하느님의 축복을 강조한다.